# 非対称関係
非対称関係（英: Asymmetric relation）とは、対称的でない二項関係を意味する。
場合によっては、次のような狭い意味の定義をされることがある。X における関係 R が非対称であるとは、X の属する全ての元 a および b について、a から b への関係が成り立つときは b から a への関係が成り立たない場合である。数学的に表すと次のようになる。
{\displaystyle \forall a,b\in X,\ aRb\;\Rightarrow \lnot (bRa)}
この意味の非対称関係は、反対称的であると同時に非反射的である。
推移関係では、非対称性と非反射性は等価である。この場合の非対称性は上の狭い意味の定義を包含するが、逆は成り立たない。空の関係は、後者の意味で非対称であると同時に対称でもある。